# Саловский сельсовет
Саловский сельсовет — сельское поселение в Пензенском районе Пензенской области Российской Федерации.
Административный центр — село Саловка.

## История
Статус и границы сельского поселения установлены Законом Пензенской области от 2 ноября 2004 года № 690-ЗПО «О границах муниципальных образований Пензенской области».

## Население
| 2002  | 2010  | 2012  | 2013  | 2014  | 2015  | 2016  |
| ----- | ----- | ----- | ----- | ----- | ----- | ----- |
| 3082  | ↘3028 | ↘2988 | ↘2982 | ↘2978 | ↘2976 | ↘2914 |
| 2017  | 2018  | 2021  |       |       |       |       |
| ↘2833 | ↘2748 | ↘2583 |       |       |       |       |

## Состав сельского поселения
| №  | Населённый пункт | Тип населённого пункта       | Население |
| -- | ---------------- | ---------------------------- | --------- |
| 1  | Александровка    | село                         | →55       |
| 2  | Ардымский        | посёлок                      | ↘430      |
| 3  | Вителевка        | деревня                      | 3         |
| 4  | Воейково         | деревня                      | 6         |
| 5  | Константиновка   | село                         | ↘1163     |
| 6  | Николаевка       | село                         | ↘136      |
| 7  | Панкратовка      | деревня                      | 21        |
| 8  | Саловка          | село, административный центр | ↘925      |
| 9  | Толузаковка      | деревня                      | 53        |
| 10 | Ферлюдино        | деревня                      | 16        |